# Georgi Dobrewo
Georgi Dobrewo (bułg. Георги Добрево) – wieś w południowej Bułgarii, znajdująca się w obwodzie Chaskowo, w gminie Lubimec.